# Paripiranga
Paripiranga é um município brasileiro do estado da Bahia.

## Topônimo
O nome primitivo da localidade onde se originou o município era "Malhada Vermelha" (proveniente da abundância de terrenos argilosos com a denominação local de "selão"), depois mudado para "Patrocínio do Coité", havendo ligação desse nome com a existência, na extrema oriental do município, de grande exemplar de uma árvore denominada "coité". Finalmente, em 1931, passou o município a denominar-se "Paripiranga", topônimo de origem tupi de significado controverso: para alguns, vem do tupi e significa "terra vermelha"; para outros, significa "pari vermelho", pela junção dos vocábulos tupis pari (espécie de armadilha de pesca) e pyranga (vermelho).

## História
A região originalmente era habitada por indígenas “tapuias”, de etnia incerta, provavelmente quiriris.
A colonização de Paripiranga se iniciou no final do século XVII e início do século XVIII, com a chegada de vaqueiros ligados à Casa da Torre, mas ainda era em pequena escala. Décadas mais tarde, chegaram ao atual território municipal muitos colonos baianos, sergipanos e alagoanos, atraídos pela fertilidade das terras.
Em 1846, José Antônio de Menezes ergueu, na nascente povoação de Malhada Vermelha (atual cidade de Paripiranga), uma capela em louvor a Nossa Senhora do Patrocínio.
A Lei Provincial nº 1.168, de 22 de maio de 1871, elevou o povoado de Malhada Vermelha à categoria de freguesia, com o nome de Nossa Senhora do Patrocínio do Coité, subordinada à vila de Jeremoabo. Alguns anos mais tarde, em 1875, Bom Conselho (atual Cícero Dantas) foi emancipada de Jeremoabo, levando consigo a freguesia do Patrocínio do Coité.
A Lei Provincial nº 2.553, de 1° de maio de 1886, eleva a Freguesia de Nossa Senhora do Patrocínio do Coité à categoria de vila, com o nome de Patrocínio do Coité, se desmembrando de Bom Conselho e sendo instalada em 1° de fevereiro de 1888.
Em 1931, o município de Cícero Dantas foi anexado a Paripiranga, tendo sua autonomia restaurada dois anos depois. Décadas mais tarde, em 1989, Paripiranga perdeu o distrito de Adustina, que foi elevado à categoria de distrito.

## Geografia
Paripiranga está no nordeste do estado da Bahia, na divisa com Sergipe. O município está a 110 km de Aracaju e 340 km de Salvador.  
O território municipal está totalmente incluso no chamado Polígono das Secas, tendo como clima semiárido e a vegetação a Caatinga.

## Economia
A economia municipal é baseada na agricultura, destacando-se a produção de milho, feijão e abóbora.